# Luchthaven Salalah
Luchthaven Salalah (Engels: Salalah Airport) is de grootste regionale luchthaven van Oman. Het ligt op circa vijf kilometer afstand van Salalah in Dhofar, de zuidelijkste provincie van het land.

## Geschiedenis
In 1977 werd de luchthaven geopend. In de eerste jaren waren er alleen binnenlandse vluchten, maar in 2003 startte Oman Air een internationale dienst op Dubai gevolgd door Air India die in april 2004 een lijndienst op Kozhikode in Zuid-India opende. Per 28 juni 2012 telde de luchthaven 43 wekelijkse vluchten uitgevoerd door Oman Air, Air India Express en Air Arabia. In het natte seizoen wordt de streek door veel buitenlandse bezoekers uit de regio bezocht, veel luchtvaartmaatschappijen nemen de luchthaven dan tijdelijk op in de dienstregeling.
In 2012 verwerkte de luchthaven zo'n 630.000 passagiers, bijna 1400 ton vracht en telde 6175 vliegtuigbewegingen. De start- en landingsbaan is 3342 meter lang en 45 meter breed. De luchthaven telde zes staanplaatsen voor vliegtuigen.
In 2015 is de capaciteit verhoogd naar 1 miljoen passagiers en 100.000 ton vracht op jaarbasis. Er werd een nieuwe start- en landingsbaan aangelegd van 4000 meter lang en 60 meter breed. De oude baan wordt gebruikt voor taxi doeleinden.

## Vervoerscijfers
| Jaar | Totaal passagiers | Totaal vracht | Totaal vliegtuigbewegingen |
| ---- | ----------------- | ------------- | -------------------------- |
| 2000 | 182.823           | 1394 ton      | 2385                       |
| 2005 | 251.808           | 1234 ton      | 3484                       |
| 2010 | 455.297           | 1283 ton      | 5085                       |
| 2015 | 1.027.578         | 1350 ton      | 10.293                     |
| 2020 | 386.642           | 1278 ton      | 3434                       |